# Іллазі
Іллазі (італ. Illasi, вен. Iłaxi) — муніципалітет в Італії, у регіоні Венето,  провінція Верона.
Іллазі розташоване на відстані близько 420 км на північ від Рима, 90 км на захід від Венеції, 16 км на схід від Верони.
Населення — 5331 особа (2014).
Щорічний фестиваль відбувається 24 серпня. Покровитель — святий Варфоломій.

## Демографія
Населення за роками:

Станом на 1 січня 2023 року в муніципалітеті офіційно проживало 318 іноземців з 33 країн, серед них 155 громадян країн Євросоюзу.

## Сусідні муніципалітети
- Каццано-ді-Трамінья
- Колоньйола-ай-Коллі
- Лаваньо
- Меццане-ді-Сотто
- Треньяго